# 霍羅多克 (普里利斯內市鎮)
霍羅多克 （羅馬化：Horodok，發音：[ɦɔrɔˈdɔk] ⓘ）是烏克蘭西部沃倫州卡明-卡希爾斯基區普里利斯內市鎮内的村庄，始建於1545年，面積1.64平方公里，海拔高度179米，人口1,048，人口密度每平方公里663人。